# Sierra Nevada de Lagunas Bravas

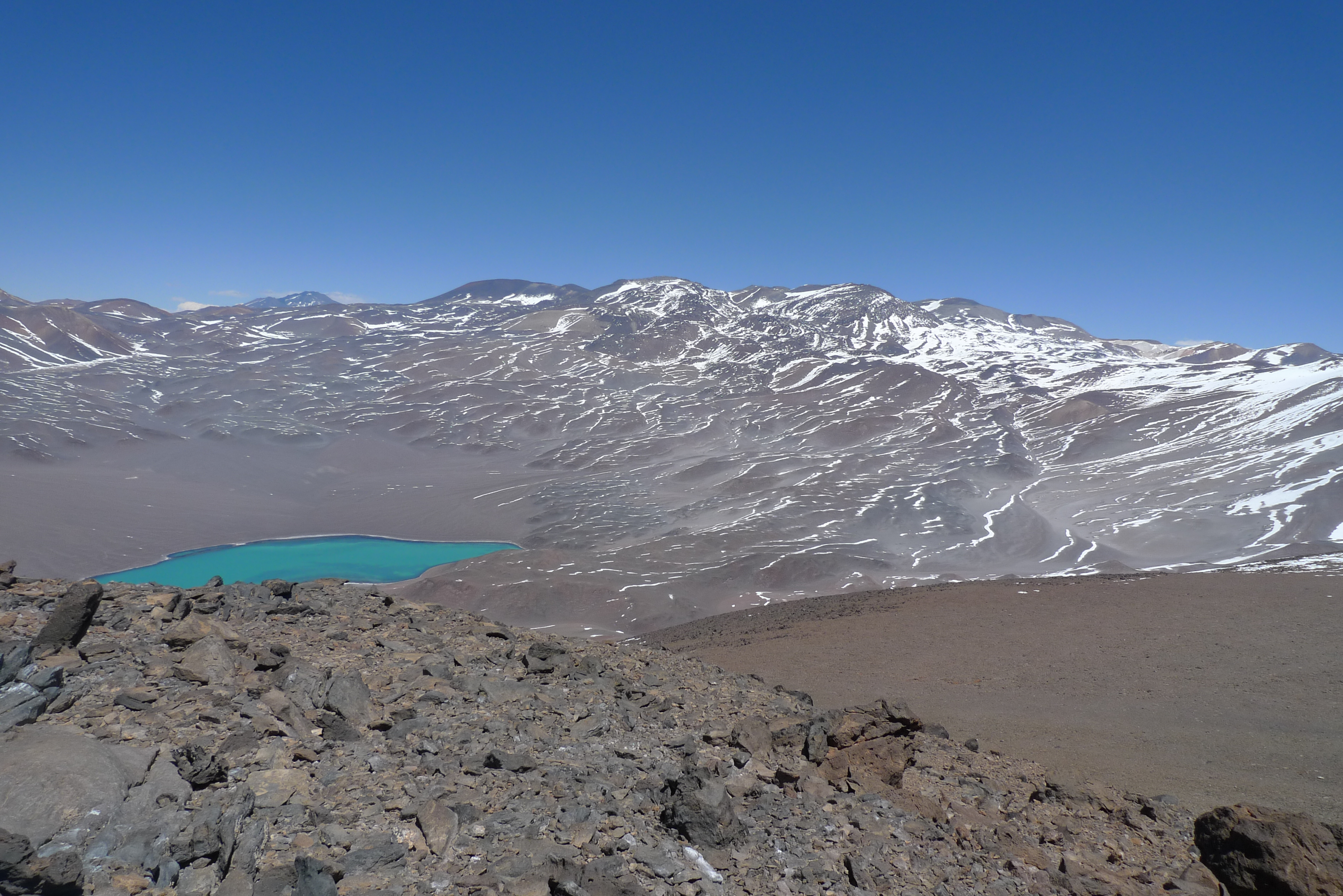
Sierra Nevada de Lagunas Bravas visto desde o Cerro Paso Cerrado

Sierra Nevada de Lagunas Bravas é um complexo vulcânico com 8 cumes acima de 6 mil metros localizado na Cordilheira dos Andes na fronteira entre Argentina e Chile entre as cidades de Copiapó (CHI) e Fiambalá (ARG), em uma região alta e desértica chamada de Puna do Atacama. Com 6127 metros de altitude é a 64 montanhas mais alta dos Andes.
Em razão de ter muitos cumes de 6 mil metros e ser extremamente remota, foi o último 6 mil andino a ser escalado e até hoje tem poucas ascensões até seu cume principal.